# Obertruppführer
Obertruppführer var en paramilitär grad i Nazityskland. Den var underofficersgrad i SA från 1930 till 1945. Mellan 1932 och 1934 utgjorde den även en grad inom SS men ersattes med graden Hauptscharführer.